# 南部直史
南部 直史（なんぶ なおふみ、1973年5月7日 - ）は、作編曲家、キーボーディスト。愛媛県松山市出身。
1999年12月、TM NETWORKへの歌詞の提供で知られるシンガーソングライター・小室みつ子のサポート・キーボーディスト兼ライブアレンジャーとして活動を開始。その後、小室哲哉・木根尚登プロデュースによりデビューした清水まなぶのサポートや、女性ボーカルユニットMAYUKIへの楽曲提供等活動の場を広げる。
2006年には、Reiko名義で「名探偵コナン 迷宮の十字路」挿入歌を歌った亜海れい子のライブ・プロデュースを担当する。
2007年、日本で初めて同性愛者である事をカミングアウトした政治家・尾辻かな子前大阪府議会議員が、民主党の公認を受けて参議院選挙に出馬するにあたり、キャンペーンソングを提供。